# Polygala senega
Espèce
Polygala senega, le Polygale de Virginie, le Laitier ou Herbe au lait, est une espèce de plantes à fleurs de la famille des Polygalacées. C'est une plante herbacée vivace de 10 à 50 cm originaire de l'est du Canada et des États-Unis.

## Description
Le Polygale de Virginie a des épis de fleurs blanches en été. C'est une belle plante résistante, qui n'est cependant vendue que par des exploitants qui se spécialisent dans les plantes indigènes et médicinales. Le fruit, comprimé, s'ouvre par deux valves portant chacune une graine. La semence germe lentement. Comme les plantes deviennent rares dans certaines régions autochtones, il ne faut pas les cueillir sauvages.

### Botanique
- Feuilles lancéolées sessiles
- Epis serrés de fleurs blanches irrégulières
- Sépales pétaloïdes de taille inégale

### Composants
- Saponines (senegine, acide polygalique)
- Salicylates
- Mucilage
- Résine
- Huiles essentielles
- phytostérols
- acides phénoliques

### Distribution
Le polygale de Virginie originaire de l'Est du Canada et des États-Unis est en grande partie récolté dans son habitat naturel, principalement au Manitoba et dans l'Est de la Saskatchewan. Polygana senega se développe sur toutes sortes de terrains, il peut pousser jusqu'à 2 600 mètres d'altitude.
Le fait que le polygale de Virginie devienne rare dans certaines parties de son aire de distribution est inquiétant.
Comme il est cultivé avec succès dans d'autres parties du monde, en particulier au Japon, on est en train d'étudier la possibilité de le cultiver à des fins commerciales au Canada.
Aujourd'hui, il est commun en Europe.

### Culture
La multiplication se réalise par semis des graines ou division des touffes. La racine se récolte à l'automne.

## Histoire
Chez les autochtones, la plante était couramment employée contre les morsures de serpent, les troubles respiratoires, les maux de tête et les maux d'estomac.
Dès les années 1700, elle est utilisée pour ses propriétés médicinales sur les voies respiratoires et a été cultivée et exportée par le Canada ; elle y a servi de culture de substitution pendant la crise de 1930.
Au XVIIIe siècle elle est appelée « senéka ».

## Usage

### Pharmacopée
- Parties utilisées : racines
- Propriétés : anti-tussif, anti-inflammatoire notamment bronchique, diurétique
- Contre-indications : femmes enceintes, ulcères. C'est un dépresseur cardiaque contre-indiqué en cas de maladie de cœur.

Polygala senega peut être utilisé comme anti-inflammatoire des voies respiratoires en cas de bronchite, toux chronique, sinusites mais peut aussi être utilisé contre certaines maladies de peau du type psoriasis et eczéma. Il est aussi de temps en temps employé en tant que diurétique dans l'hydropisie rénale.